# Gasteiner Tauern
Gasteiner Tauern ist ein Sammelbegriff für zwei benachbarte hochalpine Gebirgspässe in den Hohen Tauern, die das Pongauer Gasteinertal mit dem Kärntner Ort Mallnitz und dem Mölltal verbinden und auf der Grenze der Bundesländer Salzburg und Kärnten liegen: Den westlichen Niederen Tauern (⊙) und den östlichen Korntauern (⊙). Beide Pässe, die das Radhausbergmassiv westlich und östlich begrenzen, sind wichtige historische Übergänge, über die heute markierte Wanderwege führen. Da die Quellen oft eine Unterscheidung der Pässe nicht zulassen, lohnt sich in historischer Perspektive eine gemeinsame Betrachtung.

## Lage
Zwischen Hochtor und Katschberg gibt es keinen Straßenübergang über die Hohen Tauern, einzig der Eisenbahn-Tauerntunnel bietet die Möglichkeit der Autoverladung. Die beiden Tauernpässe liegen über dem Eisenbahntunnel und waren in historischer Zeit wichtige Übergänge von Mallnitz über die Tauern nach Norden. Sie liegen rund sieben Kilometer Luftlinie voneinander entfernt.

## Niederer Tauern
Der Niedere Tauern, auch Mallnitzer Tauern oder Nassfelder Tauern, (2414 m ü. A.) liegt etwas westlich des heutigen Bahntunnels und verbindet das Tal des Mallnitzbaches mit dem Nassfelder Tal und Sportgastein. Er trennt die Goldberggruppe im Westen von der Ankogelgruppe im Osten. Etwas oberhalb der Einsattelung des Passes liegt die Hagener Hütte (2448 m).

## Korntauern
Der Korntauern, auch Hoher Tauern genannt, (2459 m ü. A.) liegt östlich des Bahntunnels. Er verbindet das Anlauftal über das Tal des Tauernbaches mit dem Seebachtal und Mallnitz.

## Geschichte

### Frühgeschichte und Antike
Beide Pässe wurden schon in prähistorischer Zeit genutzt. Funde aus der Bronzezeit, also dem 2. Jahrtausend v. Chr., deuten auf eine damalige Nutzung des Überganges am Hohen Tauern hin. Das Klima im Neolithikum war um einiges wärmer als heute. Fast alle Gletscher waren weggeschmolzen, und die Schneegrenze lag damals auch deutlich höher als heute. Dennoch war ein Passübertritt zu diesen frühen Zeiten ein für uns heute kaum mehr nachvollziehbarer gefährlicher Gang. Die Römer waren es aber wohl, die den prähistorischen Pfad zu einem Saumweg und den Ort Mallnitz zu einem wichtigen Stützpunkt für ihren Alpenübergang ausbauten. In späteren Zeiten verlor der Übergang über den Niederen Tauern an Bedeutung, der über den Hohen Tauern behielt sie aber noch bis hinein in die Neuzeit.

### Neuzeit
Spätestens ab dem späten Mittelalter entwickelte sich über beide Pässe ein reger Saumverkehr. Auch wenn die zeitgenössischen Urkunden unterschiedliche Aussagen machen, erscheint es doch wahrscheinlich, dass zumindest einer der beiden Pässe im Winter offen gehalten wurde. Nur in schweren Wintern scheint dies nicht der Fall gewesen zu sein, aber ansonsten wird an mehrfachen Stellen von einer winterlichen Nutzung gesprochen.
Besonders rege wurden die Saumwege wohl im 17. Jahrhundert gegangen, bis dann 1698 eine Weinkontrolle bei Hofgastein eingerichtet wurde und damit das letzte Zollschlupfloch der Tauern geschlossen war. Der hier in der Folge erhobene Zoll war aber dennoch recht niedrig, weshalb ein nicht unbedeutender Teil des Verkehrs auch weiterhin die Gasteiner Tauern nutzte, um z. B. den hohen Zoll der Tauernstraße zu umgehen. Zu dieser Zeit war wohl auch der Salzhandel stark, wurde doch Anfang des 17. Jahrhunderts in Böckstein, am Fuße der Gasteiner Tauern, eine Salzniederlage für den Salzhandel nach Kärnten eingerichtet. Dabei wurde darauf geachtet, dass nur so viel Salz in Richtung Süden gesäumt wurde wie Wein in Richtung Norden. Noch im 18. Jahrhundert war der Saumverkehr über beide Pässe sehr stark; besonders rege wurde Friauler Wein gesäumt. Ende des 18. Jahrhunderts fielen beide Pässe aber in die Bedeutungslosigkeit zurück, die Wegverhältnisse an anderen Pässen waren einfach zu gut, und der Steuervorteil an den Gasteiner Pässen existierte auch seit Mitte des 18. Jahrhunderts nicht mehr.